# Кросненський замок
Кросненський замок (пол. Zamek w Krośnie Odrzańskim, нім. Schloss Crossen) — замок, розташований на північному-сході старої частини міста Кросно-Оджанське Любуського воєводства в Польщі.        

## Історія
Замок, найімовірніше, було побудовано на початку XIII століття, за часів князя Генрика Бородатого (залишки муру в північній частині), у місці стратегічної переправи через річку Одру. 
Замок відіграв певну роль під час князівської виправи проти бранденбуржців, що облягали Любуш у 1229 році. У 1238 році князь Генрик Бородатий помер у замку. Під час татарської навали у 1241 році притулок у замку отримала польська княгиня Ядвіга Сілезька. З часом, із поглибленням регіонального поділу Польщі, Кросно та замок залишилися під владою князів глогівської лінії (крім короткого періоду, коли замок належав князеві Генрику IV Праведному). У 1434 році замок осаджували чеські гусити, які, однак, відступили після сплати князем Генриком IX високого викупу. Після смерті князя Генрика XI місто і замок потрапили під владу Бранденбурга і були обложені жаганським князем Яном II Божевільним, якому однак так і не вдалося його здобути до кінця війни. 
У XVI столітті замок став резиденцією вдів пізніх бранденбурзьких курфюрстів. За Катарини фон Брауншвайг-Вольфенбюттель замок було перебудовано у стилі ренесансу. Подальші руйнування замку сталися під часТридцятилітньої війни (1618—1648). Замок зайняли шведи, які окупували Кросно у 1631—1644 роках (з перервами) та зміцнили існуючі укріплення, збудувавши вінець бастіонів навколо замку та міста. Вкотре замок було зруйновано та пограбовано російськими військами, які вступили до Кросна після переможної битви під Киями. Наприкінці XVIII століття та у XIX столітті значення замку значно зменшилося — він перестав бути резиденцією вдів курфюрстів, до того ж зменшилось і його військове значення. Однак найбільших руйнувань замок зазнав під час Другої світової війни, коли він був спалений  радянськими військами.

## Сучасність
У наш час у замку функціонує артистично-культурний центр "Замок". Його відкрито для відвідування туристами, у надбрамному будинку  обладнано туристичний інформаційний пункт. Замок розташований на туристичних маршрутах "Любуський шлях вина та меду" та Польський шлях хрестоносців.   

## Архітектура
Замок, в наш час частково зруйнований, в плані є неправильним чотирикутником, що має чотири крила:
- північне крило — ймовірно, найдавніше (залишки готичної стіни з вендською кладкою цегли);
- західне крило — частково відбудоване, надбрамний будинок з низькою вежею (музейний зал) та будинок так званої "возовні";
- південне крило — ренесансове (клуатр);
- східне крило — найбільш знищене.

Крім того, безпосередньо на схід від замку знаходяться залишки шведських укріплень XVII століття та так званий «Будинок садівника».

## Світлини

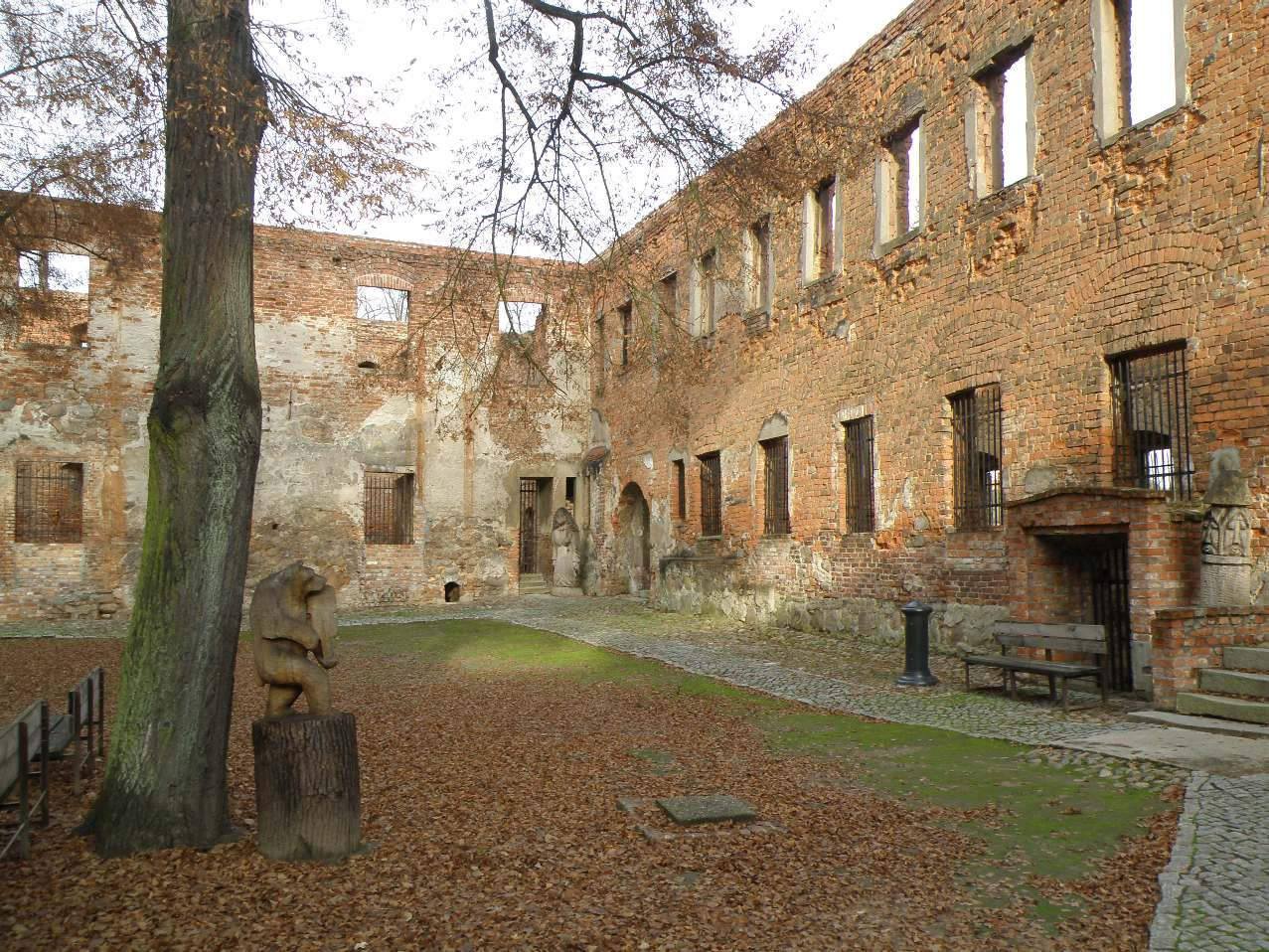
Замкове подвір'я
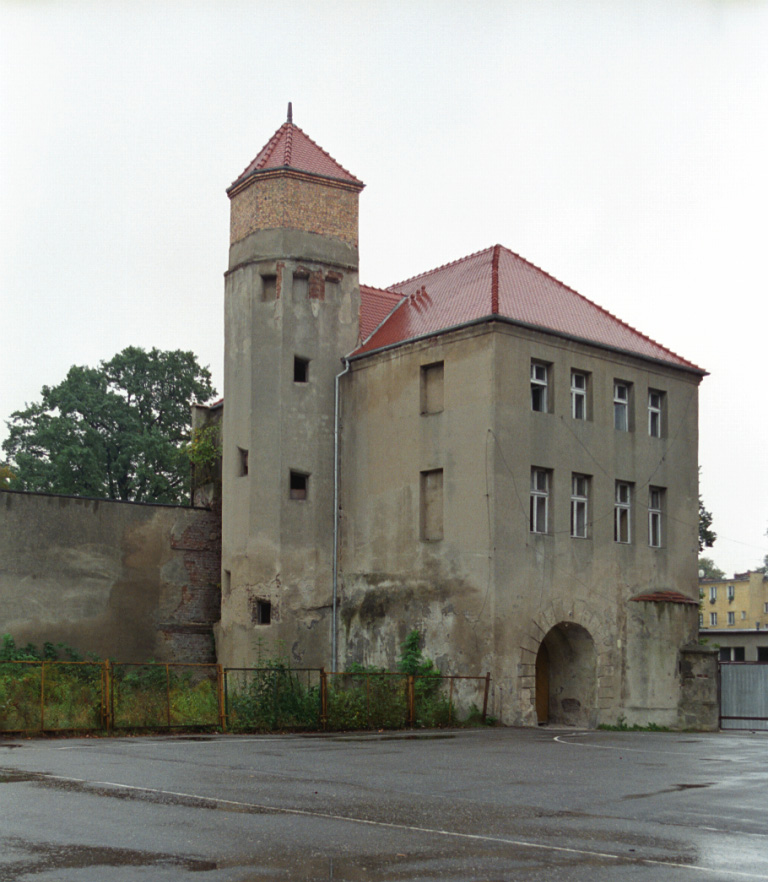
Замок до ремонту